# European Child & Adolescent Psychiatry
European Child & Adolescent Psychiatry, abgekürzt Eur. Child Adolesc. Psychiatr., ist eine 1992 von Herman van Engeland (1943–2016), Christopher Gillberg (* 1950), Philip Graham (* 1949), Helmut Remschmidt (* 1938) und Hans-Christoph Steinhausen (* 1943) gegründete wissenschaftliche Fachzeitschrift, die vom Springer-Verlag im Auftrag der European Society for Child and Adolescent Psychiatry veröffentlicht wird. Die Zeitschrift erscheint mit zwölf Ausgaben im Jahr. Es werden Arbeiten veröffentlicht, die sich mit psychiatrischen Fragestellungen bei Kindern und Jugendlichen beschäftigen.
Der Impact Factor lag im Jahr 2014 bei 3,336. Nach der Statistik des ISI Web of Knowledge wird das Journal mit diesem Impact Factor in der Kategorie Pädiatrie an zehnter Stelle von 119 Zeitschriften und in der Kategorie Psychiatrie an 45. Stelle von 140 Zeitschriften geführt.